# 린즈루
린즈루(중국어 정체자: 林志儒, 병음: Lín Zhì-rú, 한자음: 임지유, Lin Chih-ju, 1961년 1월 26일 ~ )는 대만의 배우이다.

## 방송
- 월로
- 지옥이장
- 유생지년
- 도시구집